# Charles Dekeukeleire
Charles Dekeukeleire (Elsene, 27 februari 1905 – Werchter, 2 juni 1971) was een Belgisch filmregisseur.
Dekeukeleire gold samen met Henri Storck als pionier van de Belgische cinematografie. Hij vestigde de aandacht op zichzelf met de film Combat de boxe (1927). Met die film knoopte hij aan bij de Franse avant-garde. Later draaide hij vooral documentaires.

## Filmografie (selectie)
- 1927: Combat de boxe
- 1928: Impatience
- 1928: Histoire de détective
- 1928: Dixmude
- 1930: Witte vlam
- 1932: Vision de Lourdes
- 1934: Terres brûlées
- 1936: Processies en karnavals
- 1937: Het kwade oog
- 1937: Thèmes d'inspiration
- 1946: La Vie recommence
- 1947: Le Fondateur
- 1948: In het land van Tijl Uilenspiegel
- 1956: Een kermishoedje